# Titania, Titania
Titania, Titania (titlul original: în maghiară Titánia, Titánia, avagy a dublörök éjszakája)  este un film de comedie maghiar, realizat în 1988 de regizorul Péter Bacsó, protagoniști fiind actorii Gyula Bodrogi, Dorottya Udvaros, Teri Tordai, Éva Igó.

## Conținut
Titanul șef al Titaniei, care de peste 20 de ani domnește asupra poporului său ca un dictator, este pe moarte. Lângă patul său veghează Angelika, soția sa, cât și tânărul general, precum și secretarul său, care și acum execută ordinele descreierate ale Titanului șef. La televizor se arată Titanul șef în toată puterea sa (de fapt o dublură), pe care poporul său îl sărbătorește pentru calea înțeleaptă pe care îi conduce. Un acces brusc îl sfârșește în pat pe marele șef, punându-i capăt zilelor. Angelika cheamă la ea cele trei dubluri ale marelui Titan și le mulțumește pentru rolul jucat de ei până acuma. Aceștia își dau seama că și ei trebuie să moară, așa că toți trei noaptea evadează, luând-o fiecare în altă direcție dar în final toți ajung în capitală. Potențialii urmași ai puterii, actorul și criminalul, sunt împușcați. Căruțașul, om simplu, scapă de ostilități iar la ceremonia de doliu anunță ca un cântat de cocoș că zorile unei noi zile au început.

## Distribuție
- Gyula Bodrogi – Titanul șef /criminalul /actorul /cărăușul
- Dorottya Udvaros – Angelika
- Éva Igó – casierița bănci
- Andrea Kiss – comandantul satului
- Attila Kaszás – generalul
- Kornél Gelley – șamanul șef
- László Méhes – secretarul
- Teri Tordai –
- László Havel
- Endre Harkányi
- István Iglódi
- Györgyi Kari
- Zoltán Nagy
- Irma Patkós
- Ida Versényi
- László Szacsvay